# Opinionsundersökningsinstitut
Opinionsundersökningsinstitut är organisationer som bedriver en metodisk insamling av åsikter från personer.
De moderna opinionsundersökningarna började utföras av den amerikanska samhällsforskaren George Gallup under 1930-talet.

## Opinionsundersökningsinstitut i Sverige
Den första svenska opinionsundersökningen beställdes av Dagens Nyheter och tidningen Vi år 1942. Svenska institutet för opinionsundersökningar (SIFO) började publicera skattningar av politiska opinioner i Sverige 1964. 1972 började Statistiska centralbyrån genomföra sina reguljära partisympatiundersökningar.
| Institut       | Tidigare/fullständigt namn | Grundat   | Publicering väljarbarometer | Organisation och historia |
| -------------- | --- | --------- | --------------------------- | --- |
| Kantar SIFO    | • Svenska institutet för opinionsundersökningar (SIFO) • SIFO Research International Sweden AB • IMU-Testologen • TNS Gallup • TNS SIFO | 1954      | Sveriges Television         | Sifo gick 1997 samman med IMU-Testologen. Sifo köptes år 2000 av Research International, grundat 1962 och del av den globala kommunikationskoncernen WPP (162,000 medarbetare på 3,000 kontor i 110 länder). TNS Gallup fick sitt namn 2004 genom en sammanslagning mellan (Svenska) Gallup och (svenska) NFO Infratest. WPP köpte upp TNS (ursprungligen Taylor Nelson Sofres, 15000 anställda) 2008 och enheterna (de största konkurrenterna på den nordiska marknaden) slogs ihop till TNS SIFO AB under våren 2009. |
| Ipsos          | • Synovate • TEMO (Testhuset Marknad Opinion AB)                                                                                        | 1971      | Dagens Nyheter              | Synovate, ett internationellt marknadsundersökningsföretag baserat i Singapore med 6 000 medarbetare, förvärvade 2005 verksamheten som tidigare bedrevs som TEMO. Ipsos, ett franskt börsnoterat globalt marknadsundersökningsföretag med nästan €2 mdr i omsättning, köpte 2011 Synovate-divisionen från Aegis Group Plc och namnet ändrades till Ipsos 2012. |
| Demoskop       | | 1989      | Expressen                   | Systerföretag till PR-byrån Kreab (ursprungligen Kreativ Information AB, sedan 2009 Kreab Gavin Anderson) i Magnora AB, med omsättning på 1,3 mdr och omkring 1200 medarbetare. |
| United Minds   | | 1999      | Aftonbladet                 | Ingår i Prime-Gruppen (omsättning ca 200mkr) tillsammans med PR-byrån Prime, medlem av Weber Shandwick-nätverket. United Minds väljarbarometer genomförs online tillsammans med Cint. |
| Yougov         | Zapera |           | Metro                       | Yougov grundades i England år 2000 och kom till Sverige när man förvärvade danska Zapera för $8m år 2007. Yougov har 500 medarbetare och omsätter £75m. Internetpanel. |
| Novus          | | 2006      | TV4                         | Novus Group International AB har 16 medarbetare, omsätter ca 30 mkr och är noterat på Aktietorget. |
| Skop           | • Skandinavisk Opinion SKOP AB • SKOP-research AB                                                                                       | 1984 2004 |                             | Den del av koncernen som utförde intervjuerna (Skandinavisk Opinion SKOP AB) och som hade 6 medarbetare och 46 timanställda försattes i konkurs 2012, men en del, SKOP-research AB, med 2-4 medarbetare och omsättning på runt 10 mkr, drivs vidare. |
| Sentio         | | 2005      | Nyheter Idag                | Sentio Research är ett skandinaviskt marknads- och opinionsundersökningsinstitut. Företaget gör sedan 2005 månatliga partisympatiundersökningar i Sverige. Sentio har sin bakgrund i Institutet för sociologi och statsvetenskap vid teknisk-naturvetenskapliga universitetet i Trondheim, Norge. |
| SCB            | Statistiska centralbyrån | 1858      |                             | Statistiska centralbyrån (SCB), en svensk statlig förvaltningsmyndighet som sorterar under Finansdepartementet, utför och publicerar månatliga partisympatiundrsökningar (PSU). |
| SOM-Institutet | Samhälle, Opinion och Medier | 1986      |                             | Centrum med inriktning på undersöknings- och seminarieverksamhet som drivs av Institutionen för journalistik, medier och kommunikation (JMK) och Statsvetenskapliga institutionen vid Göteborgs universitet. |